# André Michaux

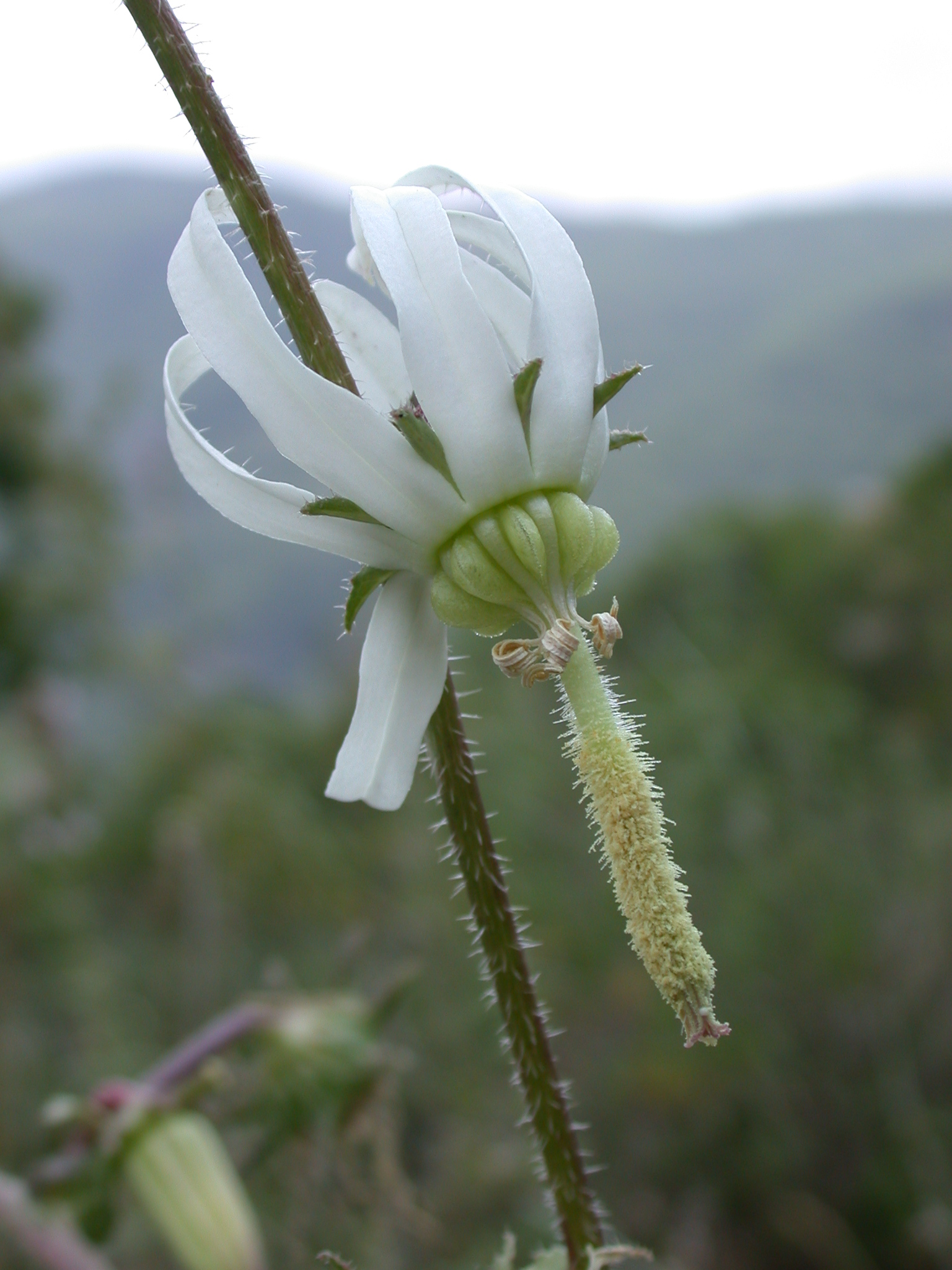
Michauxia campanuloides

André Michaux (Versailles, 7 marzo 1746 – Toamasina, 11 ottobre 1801) è stato un botanico ed esploratore francese.

## Biografia
André Michaux nacque all'interno del Parco di Versailles, in una fattoria chiamata Satory che suo padre conduceva come fattore al servizio del re. Quando il padre morì (1763) la fattoria passò nelle mani di André che ne assunse la gestione dapprima con suo fratello, poi da solo, dopo aver sposato nel 1769 Anne Cécile Claye. Ma Anne un anno dopo le nozze morì dando alla luce il loro figlio François André.
Questo lutto mutò gli interessi e il futuro di Michaux che, dopo qualche tempo, lasciò la gestione della fattoria a suo fratello e si dedicò interamente allo studio della Botanica. Fu dapprima allievo di Louis Guillaume Le Monnier, che a quel tempo era professore di botanica presso il Jardin du roi (oltre ad essere il Primo medico sia di Luigi XV che di Luigi XVI). In seguito Michaux seguì gli insegnamenti di Bernard de Jussieu al Trianon e ancora al Jardin du Roi.
Nel 1779, ottenuto il diploma (brevetto) di Botanico, Michaux fu inviato in Inghilterra per studiare gli orti botanici reali di Kew, i cosiddetti Kew Gardens. Al ritorno il suo talento di studioso fu premiato: gli organizzatori della spedizione di Lamarck in Alvernia ne richiesero la presenza.
Conclusa questa prima missione, Michaux decise che era giunto il tempo per compiere degli studi da solo, ed infatti nel 1780 lo troviamo sui Pirenei ad erborizzare, sia sul versante francese che su quello spagnolo.

### I viaggi e le missioni

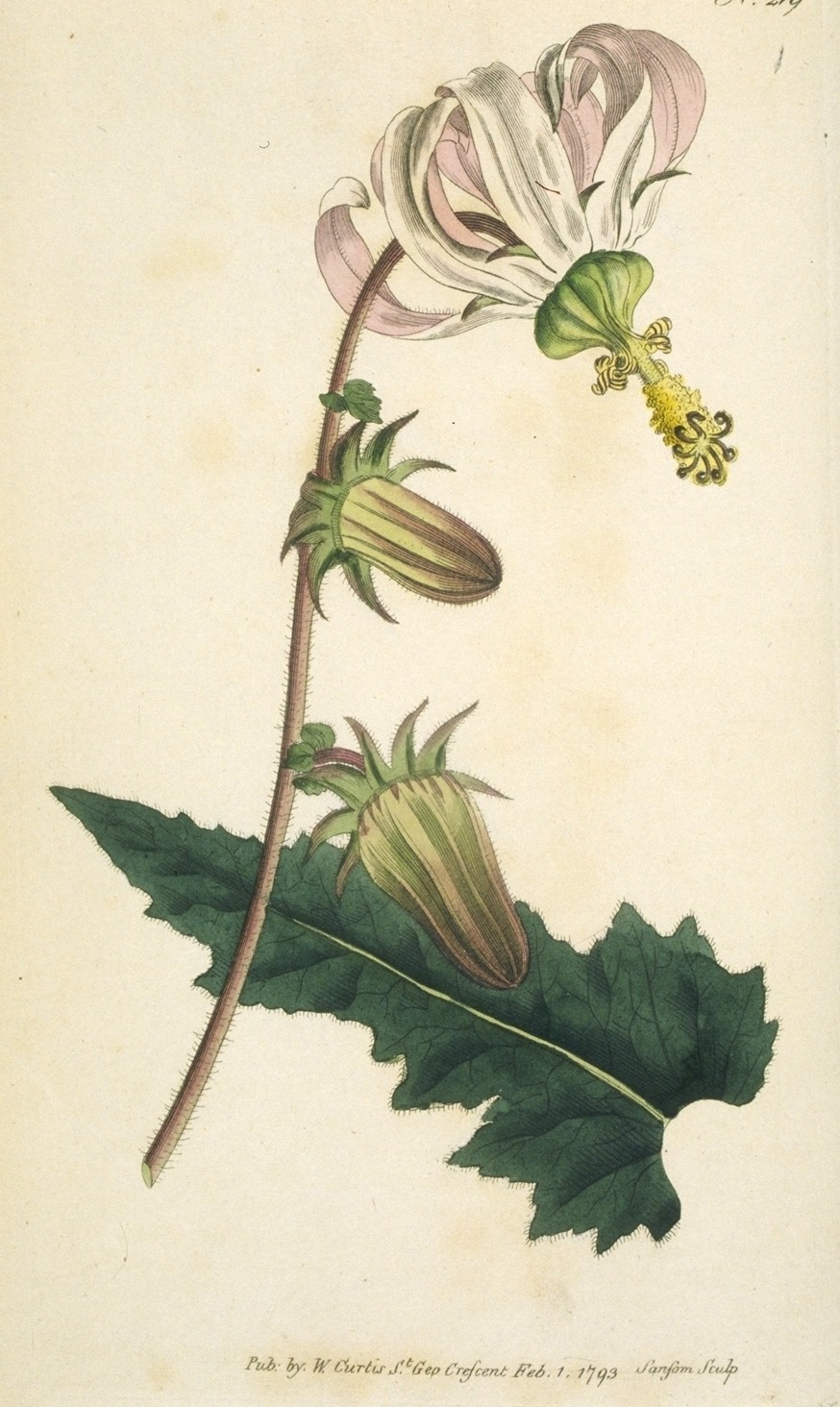
Michauxia campanuloides

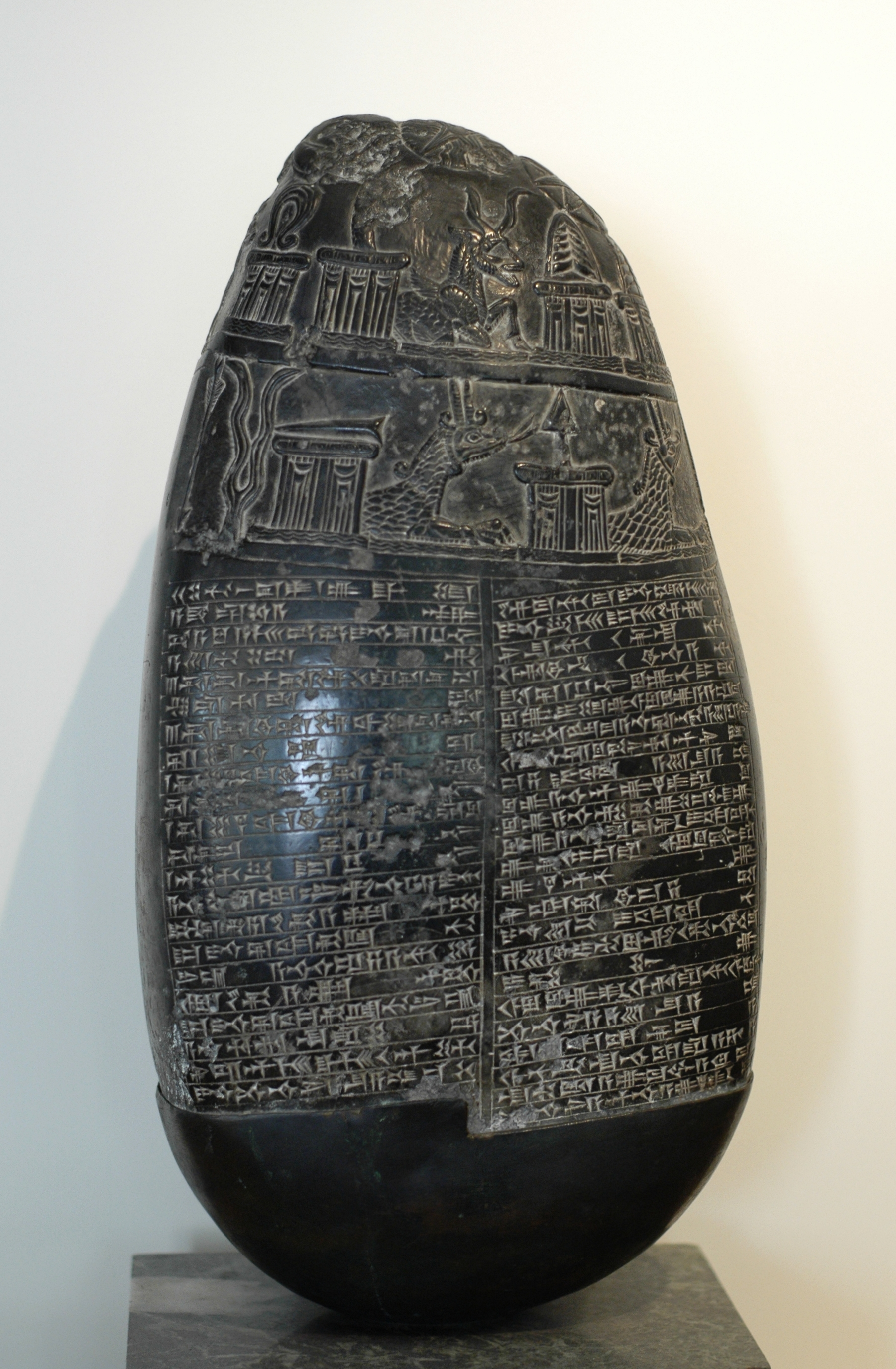
Il Sasso di Michaux

#### Medio Oriente
Nel 1782 il Governo inviò ufficialmente Michaux in Persia per un'indagine botanica. Trascorse diversi mesi ad Aleppo, quindi raggiunse Baghdad e Bassora. Lasciando quest'ultima fu catturato da una tribù araba ostile all'autorità ottomana. Ma fu solo una breve sosta. Accertato che si trattava di un medico inviato del governo francese, Michaux fu rilasciato e poté riprendere la strada per la Persia. Viaggiò quindi liberamente senza altri intoppi dal Golfo Persico sino al Mar Caspio e si racconta che, durante il viaggio, egli avrebbe guarito lo Scià da una grave malattia.
Rientrò in Francia più di tre anni dopo, nel 1785, recando un ricco erbario e una sostanziosa dote di conoscenze sulla flora delle terre visitate, nonché alcune specie vive che donò agli orti botanici francesi. Fra di esse spiccano la Zelkova carpinifolia, la Pterocarya fraxinifolia o Noce del Caucaso, e la Michauxia campanuloides, o Michauxia.
Ma forse il reperto più straordinario che Michaux recò per la prima volta in Europa non fu botanico, ma archeologico. Si trattava di un documento epigrafico costituito da una pietra basaltica nera, arrotondata e liscia, tutta incisa da una scrittura cuneiforme: un kudurru babilonese, conosciuto come Sasso di Michaux che è oggi conservato nel "Cabinet des médailles", Dipartimento delle monete, medaglie e antichità della Biblioteca nazionale di Francia. Il reperto, stando al diario di Michaux, fu ritrovato in un'area a sud di Baghdad, sulle rive del Tigri, in un luogo chiamato Semiramide, corrispondente probabilmente al villaggio intorno al Taq Kasra, poco a sud dell'antica Ctesifonte.

#### Nord America
Il re Luigi XVI, constatato il successo del viaggio in Medio Oriente, nominò Michaux "Botanico reale" e nell'autunno dello stesso anno gli fece avere un altro, ancor più lungo ed impegnativo incarico: recarsi in America del Nord per cercarvi alberi e specie utili ad arricchire i boschi, i parchi e i giardini francesi.
Michaux salpò con il figlio François-André (1770-1855), che già era stato al suo fianco nei suoi primi viaggi, e compì un'esplorazione botanica a vastissimo raggio: dalla Florida (che era allora un possedimento spagnolo) sino alla Baia di Hudson, nel nord del Canada, e dalla costa atlantica sino al fiume Mississippi.
Il 3 marzo 1786 ambedue i Michaux realizzarono un orto botanico di 30 acri a Hackensack nel New Jersey, non lontano da New York che affidarono in seguito a Pierre-Paul Saunier e che sarebbe divenuto il "Jardin français" o "The Frenchman's Garden".
Nello stesso anno ne approntarono anche un secondo, più a Sud, a Charleston (Carolina del Sud) assai più vasto: 111 acri, che curarono per dieci anni. Ma dopo il ritorno in Francia di Michaux nel 1796 questi due giardini botanici furono abbandonati, venduti e ridotti a campi coltivati.
Soggiornando a Charleston per questo impegno, Michaux non perse l'occasione per esplorare l'interno e si spinse con molta audacia in diverse spedizioni più brevi ma assai provvide di risultati. Descrisse, infatti, e dette il nome ad un notevole numero di specie. Collezionò numerose piante e semi da inviare in Francia e, a sua volta, introdusse nel continente nordamericano molteplici specie provenienti da differenti regioni del mondo, quali il Noce siberiano (Zelkova crenata), l'Osmanto odoroso (Osmanthus fragrans), il Lillà delle Indie o Lagerstroemia (Lagerstroemia indica), l'Albizzia (o Gaggia di Costantinopoli) (Albizzia julibrissin), il celebre Ginkgo biloba e la pianta del Tè (Camellia sinensis).
Importò in Francia altrettanto numerose nuove specie di querce, di aceri e di noci. E inoltre la Cladrastis lutea, la Magnolia macrophylla, il Rhododendron catawbiense e molte altre ancora.

Questa sua iniziativa indusse in tutta Europa la moda dell' "arboreto".

#### Il Madagascar e la fine
Michaux rientrò in patria nel 1796. Nonostante il naufragio della sua nave sulle coste olandesi, egli riuscì con altri passeggeri a raggiungere il porto di Egmond aam Zee. Durante il disastro perse tutti i suoi effetti personali ma, fortunatamente, portò in salvo la maggior parte delle sue collezioni di piante e, nel mese di dicembre, raggiunse Parigi. Un'altra avventura, però, lo attendeva nell'ultimo anno del secolo.
Fu infatti chiamato nel 1800 a far parte della famosa "spedizione Baudin", allestita con larghezza di mezzi da Nicolas Baudin (1754-1803), geografo e naturalista, al fine di compiere rilevamenti geografici e naturalistici sulle coste della Nuova Olanda, oggi Australia. Michaux s'imbarcò  con il suo assistente giardiniere Jean-François Cagnet che gli era particolarmente affezionato e del quale Michaux si fidava. Portò con sé anche un giovane schiavo negro che aveva acquistato in America e che si chiamava Merlot. Ma, giunti al secondo scalo, e cioè all'Isola di Francia (oggi Mauritius) Michaux decise di sbarcare e di lasciare la spedizione.
Ufficialmente dichiarò che, per divergenze politiche, non intendeva donare le sue collezioni al governo francese. Sembra però accertato che la causa della sua defezione fosse ben altra: Michaux non poteva sopportare Nicolas Baudin, che pure lo stimava moltissimo, a causa del suo autoritarismo e dei modi militareschi con cui conduceva la spedizione. Anche molti altri, fra scienziati, tecnici e marinai, disertarono per questa ragione le due caravelle della missione, il Géographe e il Naturaliste, le quali ripresero il viaggio per l'Australia con equipaggi rimediati e personale scientifico dimezzato.
Michaux restò per un anno nell'isola di Mauritius, colonia francese, quindi partì per il vicino Madagascar per fare degli studi personali sulla flora della grande isola. Ma fu colpito da una febbre tropicale che, in capo a tre mesi, lo ridusse in fin di vita. Morì nella città di Tamatave (oggi Toamasina) all'età di 55 anni. Era il 1802.
Michaux fu membro titolare dell'Istituto di Francia e membro associato dell'Accademia di agricoltura di Charleston (Carolina del Sud).

## Pubblicazioni

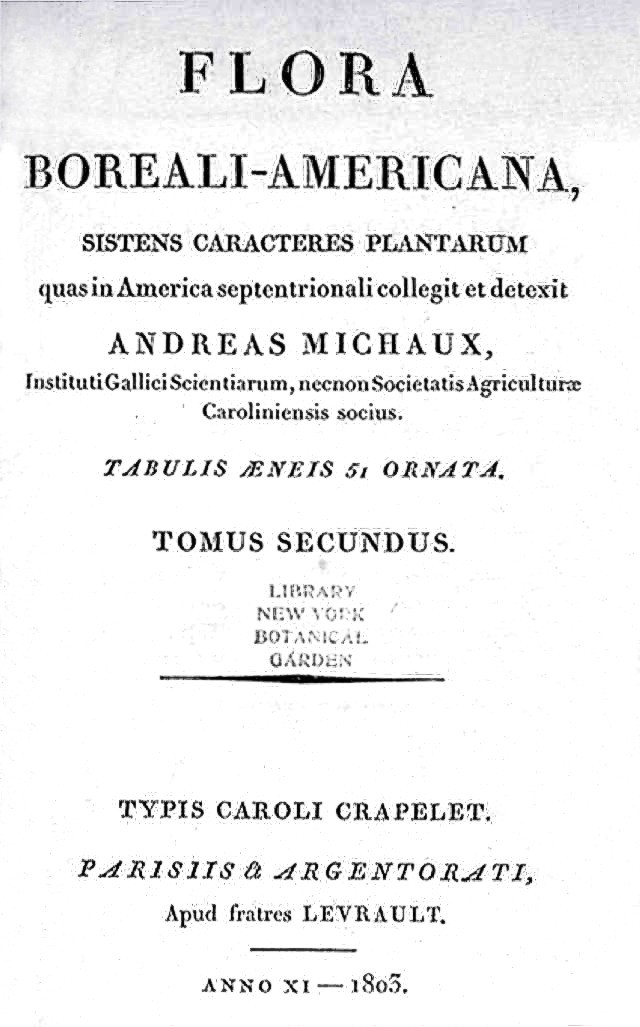
Frontespizio della "Flora Boreali-Americana

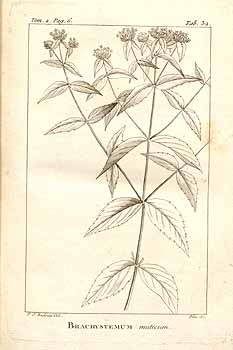
Brachystemum miticum

- Histoire des chênes de l'Amérique septentrionale,  Stamperia Crapelet, Parigi, 1801, con 36 tavole a colori
- (LA)  Flora Boreali-Americana, sistens caracteres plantarum quas in America septentrionali collegit et detexit Andreas Michaux Archiviato il 18 aprile 2022 in Internet Archive. in: Botanicus, Ediz. Levrault, Parigi e Strasburgo, 1803, con 51 tavole

Esistono numerosi riferimenti a lavori inediti di André Michaux nel libro di suo figlio François André Histoire des arbres forestiers de l'Amérique septentrionale. Di questa pubblicazione in tre volumi (1810-1813) e 150 tavole è stata pubblicata una edizione nel 1817-1819, con il titolo di The North American Sylva.

## Omaggi

### Botanica
Il Giglio della Carolina (Lilium michauxii), il Rhus di Michaux (Rhus michauxii), le  Michauxia e numerose altre specie sono state chiamate in omaggio a André Michaux.

### Toponimi
- "Michaux State Forest", foresta della Pennsylvania
- La  "Riserva ecologica André-Michaux" e l'isola di Michaux sul Lago Mistassini[13], ambedue nella provincia del Québec sono state così nominate in suo onore.